# Teloganellidae
De Teloganellidae vormen een familie van haften (Ephemeroptera).

## Geslachten
De familie Teloganellidae omvat slechts het volgende geslacht:
- Teloganella Ulmer, 1939